# Alabama Song
Alabama Song, ook bekend als "Moon of Alabama", "Moon over Alabama", en "Whisky Bar", is een nummer dat werd geschreven door Bertolt Brecht, vertaald uit het Duits naar het Engels door Elisabeth Hauptmann, en in 1925 op muziek gezet door Kurt Weill voor het toneelstuk Mahagonny-Songspiel in 1927. In 1930 is het nummer opnieuw gebruikt voor de opera Aufstieg und Fall der Stadt Mahagonny. Het nummer is vaak gecoverd, waarbij de versies van The Doors en David Bowie de bekendste opnamen zijn.

## Originele versie
Alabama Song werd in 1925 door Bertolt Brecht geschreven in het Duits. Vervolgens werd dit gedicht door Elisabeth Hauptmann, met hij veelvuldig samenwerkte, vertaald in idiosyncratisch Engels. Deze versie werd in 1927 gepubliceerd in de bundel Hauspostille, een parodie op de preken van Maarten Luther. In 1927 werd de tekst op muziek gezet door Kurt Weill voor het toneelstuk Mahagonny-Songspiel en in 1930 werd het lied hergebruikt voor de opera Rise and Fall of the City of Mahagonny (Aufstieg und Fall der Stadt Mahagonny), waar het wordt gezongen door Jenny en de andere prostituees in de eerste akte. Alhoewel het grootste deel van de genoemde stukken in het Duits is, behield "Alabama Song" Hauptmanns tekst in 'gebroken' Engels.
De versie van Brecht en Weill werd voor het eerst uitgevoerd door de Weense actrice en danseres Lotte Lenya, de vrouw van Weill, in de rol van Jessie in Mahagonny-Songspiel op het Baden-Baden Festival in 1927. De eerste opname van het nummer werd gezongen door Lenya en werd in 1930 uitgebracht onder de titel "Alabama-Song" op het platenlabel Homocord en het werd later dat jaar opnieuw opgenomen voor de première van Aufstieg und Fall der Stadt Mahagonny in Leipzig in 1930, ondanks dat zij geen onderdeel was van de cast. Zij bleef het nummer tijdens haar hele leven zingen in opnames en optredens, waaronder voor haar album Lotte Lenya singt Kurt Weill uit 1955.

## Versie van The Doors
Het nummer werd in 1966 opgenomen door de Amerikaanse band The Doors voor hun gelijknamige debuutalbum onder de titel Alabama Song (Whisky Bar). De melodie is anders dan het origineel en het couplet dat begint met "Show me the way to the next little dollar" is uit het nummer verwijderd. Op de albumversie paste zanger Jim Morrison het tweede couplet aan van "Show us the way to the next pretty boy" naar "Show me the way to the next little girl", maar op de liveopname Live at the Matrix uit 1967 zingt hij wel de originele regel.

### Muzikanten
- Jim Morrison: leadzang, tamboerijn, achtergrondzang
- Robby Krieger: Gibson SG, achtergrondzang
- Ray Manzarek: Vox Continental, Marxophone, keyboardbas, achtergrondzang
- John Densmore: drums, achtergrondzang
- Paul Rothchild: achtergrondzang

## Versie van David Bowie
De Britse muzikant David Bowie was een groot fan van Bertolt Brecht en zong het nummer live tijdens zijn Isolar II – The 1978 World Tour. Na het Europese deel van deze tournee nam hij een studioversie op van het nummer in de studio van producer Tony Visconti, wat in 1980 werd uitgebracht op single om het eind van Bowie's contract met platenlabel RCA Records te vervroegen.
Met veel tempowijzigingen was het nummer volgens velen "gecalculeerd om elk radioprogramma waarin het gelukkig genoeg was om in gedraaid te worden te ontwrichten". Desondanks bereikte het nummer de 23e plaats in het Verenigd Koninkrijk met een nieuwe akoestische versie van Bowie's eerste hit "Space Oddity" op de B-kant. Alhoewel Bowie ook de regel "little boy" had veranderd, zong hij wel de originele melodie van Weill.

### Tracklist
1. "Alabama Song" (Bertolt Brecht/Kurt Weill) - 3:51
2. "Space Oddity" (akoestische versie) (Bowie) - 4:57

- De Duitse maxisingleversie uit 1982 bevatte de Jacques Brel-cover "Amsterdam" als extra B-kant.

### Muzikanten
- David Bowie: zang, gitaar
- Adrian Belew, Carlos Alomar: gitaar
- Simon House: viool
- Sean Mayes: piano
- Roger Powell: keyboards
- George Murray: basgitaar
- Dennis Davis: drums